# 城巴47P線
城巴47P線為香港島一條巴士路線，由城巴營運，於平日星期一至六上午單向由堅尼地城（卑路乍灣）開往黃竹坑，途經域多利道、田灣及香港仔，祇在平日早上繁忙時間單向開出3班，屬城巴43M線的輔助路線。

## 歷史
- 2002年6月10日：本線開辦，前身為47A線堅尼地城（卑路乍灣）開往黃竹坑的特別路線。
- 2002年7月14日：因應南朗山道改為雙程行車，本線改以黃竹坑邨警察學院為終點站，不停黃竹坑邨第十座及黃竹坑巴士總站。
- 2018年4月30日：增設實時抵站時間查詢服務。
- 2020年12月21日：受疫情影響，取消06:45班次，直至翌年2月20日。[1]

## 服務時間及班次
堅尼地城（卑路乍灣）開：
- 星期一至六：06:45、07:30、08:00

星期日及公眾假期不設服務

## 收費
全程：$6.3
- 域多利道（沙宣道）往黃竹坑：$4.2

| - 本線設有12歲以下小童及65歲或以上長者半價優惠。 - 65歲或以上香港居民使用「樂悠咭」，以及12歲以下合資格殘疾兒童使用「殘疾人士身份」個人八達通繳付車資，均可享有每程$2.0或半價（以較低者為準）的票價優惠；12至64歲合資格殘疾人士使用「殘疾人士身份」個人八達通（包括「樂悠咭」），以及60至64歲香港居民使用「樂悠咭」繳付車資，均可享有每程$2.0或全費（以較低者為準）的票價優惠。 - 65歲或以上長者如使用長者或一般個人八達通繳付車資，則只可享有半價優惠；12至64歲合資格殘疾人士如不使用「殘疾人士身份」個人八達通，以及60至64歲人士如不使用「樂悠咭」繳付車資，必須繳付全費。 - 乘客可以現金或八達通於上車時付款，不設找續。 - 每位成人乘客可免費攜帶最多兩名4歲以下而不佔座位的兒童乘客乘車，超額之4歲以下小童必須繳付小童車費乘車。 - 九龍巴士、城巴及龍運巴士全職員工及家屬（不包括外判職員）可免費乘搭本路線，惟必須拍職員或職員家屬八達通。 - 乘客亦可使用AlipayHK「易乘碼」、支付寶、WeChatHK／微信支付「搭車碼」、銀聯雲閃付「乘車碼」及BOC Pay「乘車碼」、具有感應式支付功能的VISA、Mastercard及銀聯卡，以及Apple Pay、Google Pay及Samsung Pay流動支付平台繳付車資。使用此支付方式的乘客可享有中途下車之分段收費，以及與其他城巴獨營路線或聯營線城巴班次之轉乘優惠，惟不適用於與非城巴路線之轉乘優惠。乘客亦不能享有「公共交通費用補貼計劃」及「長者及合資格殘疾人士公共交通票價優惠計劃」。 |

### 八達通轉乘優惠
- A10往鴨脷洲 → 47P往黃竹坑，次程車資全免，轉乘時限為120分鐘

## 使用車輛
現時本線用車主要為下列車款：
- 青年JNP6105GR單層低地台巴士（18XX）
- 亞歷山大丹尼士Enviro 400 10.5米雙層低地台巴士（70XX）
- Enviro 500 MMC 11.3米（91XX）
- 富豪B9TL（95XX）。

## 行車路線
經：城西道、西祥街北、西祥街、卑路乍街、域多利道、石排灣道、香港仔海傍道、香港仔大道、香港仔海傍道、黃竹坑道、海洋公園道、香葉道及警校道。

### 沿線車站

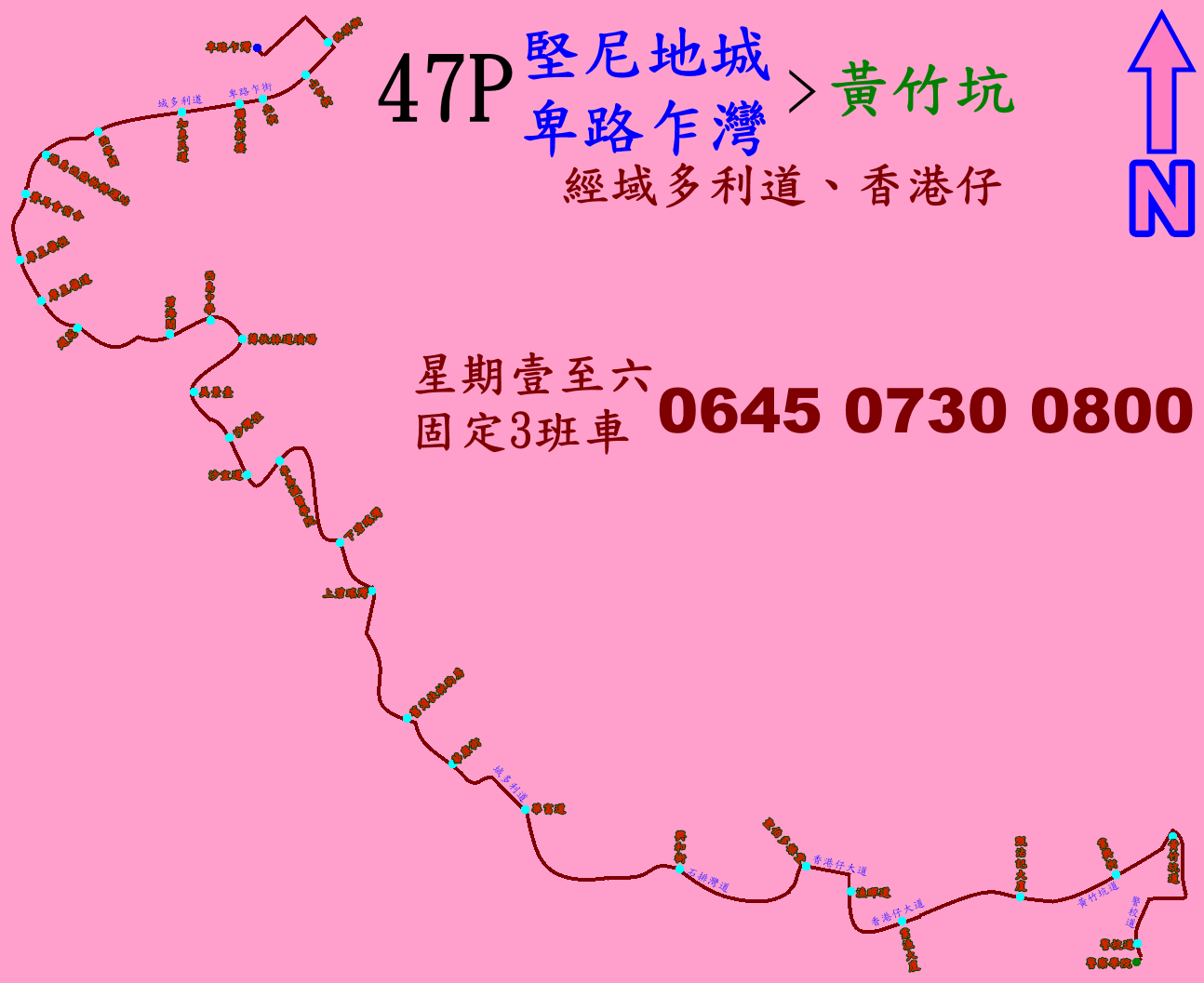
此線的走線圖

| 堅尼地城（卑路乍灣）開 | 堅尼地城（卑路乍灣）開         | 堅尼地城（卑路乍灣）開       |
| 序號                   | 車站名稱                       | 位置                         |
| ---------------------- | ------------------------------ | ---------------------------- |
| 1                      | 卑路乍灣                       | 堅尼地城（卑路乍灣）巴士總站 |
| 2                      | 西祥街                         | 西祥街                       |
| 3                      | 山市街                         | 卑路乍街                     |
| 4                      | 北街                           | 卑路乍街                     |
| 5                      | 聯邦新樓                       | 卑路乍街                     |
| 6                      | 加惠民道                       | 域多利道                     |
| 7                      | 西寧閣                         | 域多利道                     |
| 8                      | 港島西廢物轉運站               | 域多利道                     |
| 9                      | 明愛賽馬會宿舍                 | 域多利道                     |
| 10                     | 摩星嶺徑                       | 域多利道                     |
| 11                     | 摩星嶺道                       | 域多利道                     |
| 12                     | 趙苑                           | 域多利道                     |
| 13                     | 碧海閣                         | 域多利道                     |
| 14                     | 西島中學                       | 域多利道                     |
| 15                     | 香港華人基督教聯會薄扶林道墳場 | 域多利道                     |
| 16                     | 美景臺                         | 域多利道                     |
| 17                     | 沙灣徑                         | 域多利道                     |
| 18                     | 沙宣道                         | 域多利道                     |
| 19                     | 香港大學李嘉誠醫學院           | 域多利道                     |
| 20                     | 下碧瑤灣                       | 域多利道                     |
| 21                     | 上碧瑤灣                       | 域多利道                     |
| 22                     | 域多利道分區電力站             | 域多利道                     |
| 23                     | 華翠街                         | 域多利道                     |
| 24                     | 華富道                         | 石排灣道                     |
| 25                     | 興和街                         | 石排灣道                     |
| 26                     | 聖伯多祿堂                     | 香港仔大道                   |
| 27                     | 漁暉道                         | 香港仔大道                   |
| 28                     | 業漁大廈                       | 香港仔大道                   |
| 29                     | 甄沾記大廈                     | 黃竹坑道                     |
| 30                     | 業興街                         | 黃竹坑道                     |
| 31                     | 香港醫學專科學院               | 海洋公園道                   |
| 32                     | 港鐵黃竹坑車廠                 | 警校道                       |